# Danala lilacina
Danala lilacina là một loài bướm đêm trong họ Geometridae.